# Клаудио Каниђа
Клаудио Паул Каниђа (шп. Claudio Paul Caniggia; рођен 9. јануара 1967. у Хендерсону, Аргентина) је бивши аргентински фудбалер.

## Клупска каријера
Каниђа је током своје каријере променио много клубова и земаља у којима је играо. Увек је имао проблема да се прилагоди новој средини а због свог темперамента често је долазио у сукоб са тренерима. Зато се у већини клубова задржавао јако кратко, најчешће би одиграо само по једну сезону. Наступао је за оба аргентинска великана, Ривер Плејт (1985—1988) и Боку Јуниорс (1995—1998). 
Једино се још мало дуже задржао у Аталанти за коју је у два наврата наступао четири сезоне и одиграо 102 утакмице уз 23 постигнута поготка. У периоду када је први пут играо за Аталанту био је у животној форми.

## Репрезентативна каријера
За сениорску репрезентацију Аргентине је одиграо 50 утакмица и постигао 16 голова, (1987—2002).
Учествовао је на три првенства света и то: светском првенству 1990., светском првенству 1994. и светском првенству 2002.
Својим играма на светском првенству 1990. Каниђа је постао херој нације. Са два одлучујућа гола одвео је репрезентацију Аргентине до финала. Прво је у осмини финала против Бразила био стрелац јединог поготка на утакмици. Искористио је сјајни пас Марадоне, обишао Клаудија Тафарела и шутирао у небрањену мрежу. Затим је у полуфиналу против Италије савладао Валтера Зенгу и изједначио на (1:1). Тај резултат је остао и након продужетака. Аргентина је прошла у финале након бољег извођења једанаестераца. На том мечу је Каниђа зарадио парни жути картон па је морао да пропусти финале против Немачке. Многи аргентински навијачи су сматрали да је Каниђин изостанак са тог меча био највећи узрок пораза од (1:0).
На првој утакмици светског првенства 1994. против Нигерије Каниђа је био двоструки стрелац у победи од (3:0). 
Након избора Данијела Пасареле на место селектора, руководство фудбалског савеза је од њега тражило да у репрезентацију уведе дисциплину. Због тога су уведена многа строга правила а међу њима је било и правило о прописаној дужини косе. Зато је захтевано од дугокосих репрезентативаца да се ошишају. Том правилу се поред Каниђе успротивио и Габријел Батистута па су одстрањени из репрезентације. Батистута се касније предомислио и ошишао. Тек након избора Марсела Бјелсе за селектора Каниђа је поново позван у репрезентацију. Бјелса га је уврстио на списак играча за светско првенство 2002. али је све мечеве преседео на клупи. На утакмици против Шведске, на којој је Аргентина елиминисана са првенства, Каниђа је искључен јер је са клупе за резервне играче вређао судију.